# Прохаска, Оттокар
Оттокар Прохаска (словац. Ottokár Prohászka, венг. Prohászka Ottokár; 10 октября 1858, Нитра, Австрийская империя, ныне Словакия — 2 апреля 1927, Будапешт, Королевство Венгрия) — венгерский религиозный деятель, богослов Римско-католической церкви, епископ Секешфехервара с 1905 по 1927 год. Видный представитель клерикальной реакции, один из столпов режима Миклоша Хорти.
Член-корреспондент Венгерской академии наук с 1909 года, действительный член с 1920 года. В 1926 году принят в литературное Общество Кишфалуди.

## Биография
Родился в чешской семье, проживавшей в Моравии, позже германизированной. Детство прошло в Братиславе, Лученце и Ружомбероке. С 1882 года был священником в Эстергоме. Был редактором газет «Венгерский Сион» (Magyar Sion) (в 1887—1904) и «Эстергом» (Esztergom) (в 1895—1904). С 1904 года преподавал теологию.
Активно пропагандировал идеи венгерского национализма (хунгаризма) и «христианского социализма»; иногда считается одним из первых идеологов клерикального фашизма. Противник капитализма, либерализма и рабочего социализма, а также любых форм проявления модернизма, из-за чего яростно критиковал ведущий литературный журнал «Запад» (Nyugat) и его редактора Эндре Ади. Был основателем, вдохновителем и идеологом Католической народной партии и ряда сменивших её недолговечных партий (Христианско-социальная народная партия, Христианско-социальная экономическая партия, Христианская партия национального единства). Один из лидеров контрреволюционных белых сил, поваливших Венгерскую Советскую республику 1919 года. Депутат хортистского парламента в 1920—1922 годах.
В 1918 году выступил с идеей о том, что все проблемы Венгрии и её поражение в Первой мировой войне связаны с излишним количеством евреев и тем, что «евреи стали неотъемлемой частью страны, её угнетающей частью», что, по его мнению, вело к дехристианизации Венгрии. И если тогда же подавляющая часть политиков и населения выступило против его заявления, то в 1920 году новое правительство вовсю цитировало его идеи, а позже предложило к принятию закон «numerus clausus», который ограничивал права евреев на поступление в вузы, что по мнению авторов закона даже не было антисемитской мерой, поскольку университеты было «мастерской гениев», а было лишь «расовой самообороной». Закон был принят 22 сентября 1920 года и стал первым выражено антисемитским законом в межвоенной Европе.